# TILO

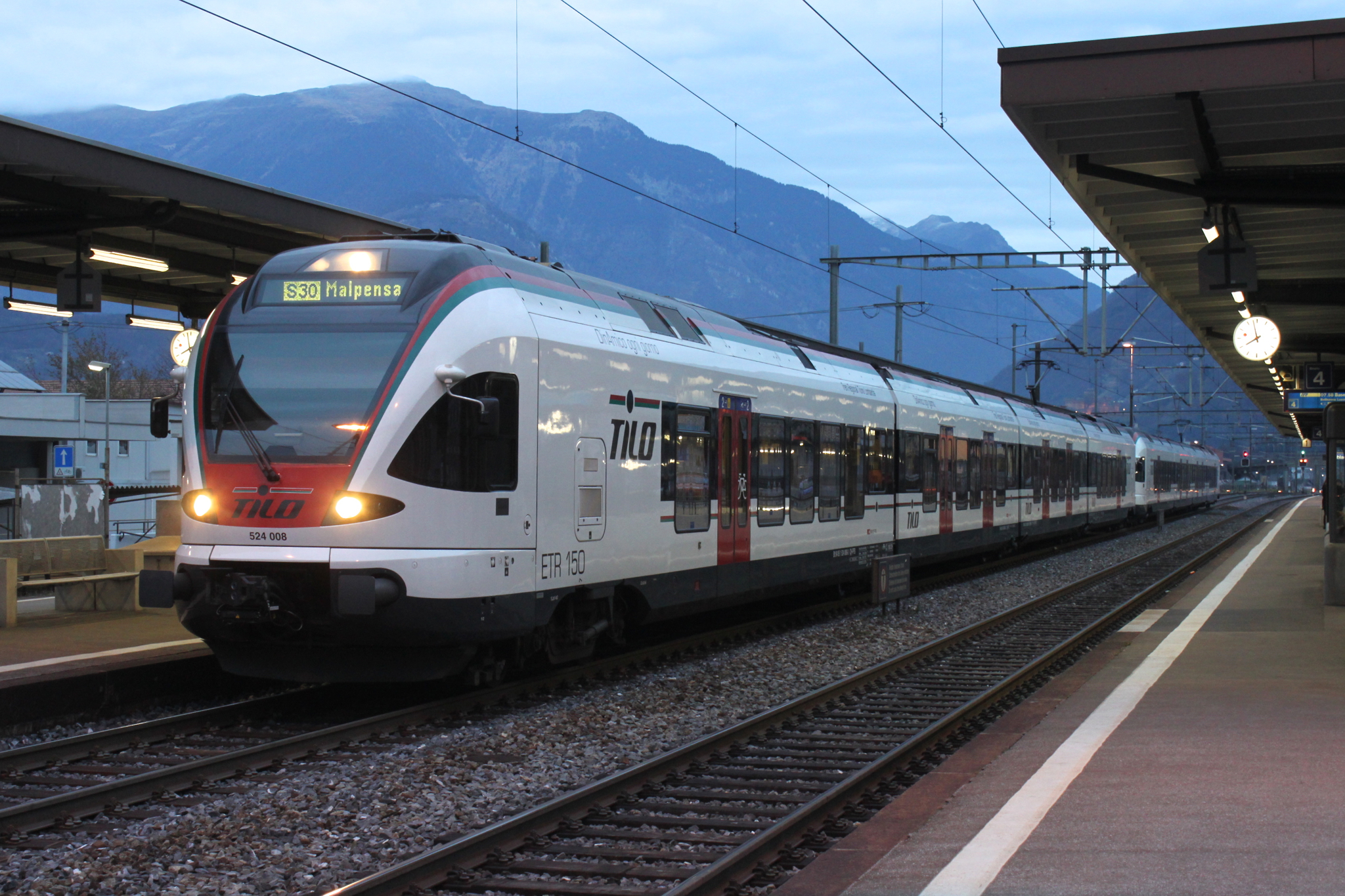
Tilo Flirt 1 im alten Kleid auf der S30 nach Malpensa Flughafen in Giubiasco

Die TILO SA (Treni Regionali Ticino Lombardia) wurde 2004 als Tochterunternehmen der SBB und der Trenitalia mit Sitz im schweizerischen Chiasso gegründet. Im Jahr 2011 hat die Trenord den Aktienanteil der Trenitalia übernommen und der Sitz wurde nach Bellinzona verlegt. TILO betreibt alle jene Strecken der S-Bahn Tessin, die grenzüberschreitend vom Tessin in die Lombardei verkehren.
2007 wurden von TILO rund 5,4 Millionen Fahrgäste befördert. Die Schweizer Linienabschnitte gehören zum Tarifverbund Arcobaleno.

## Geschichte
Bis Dezember 2008 betrieb TILO den Regionalverkehr zwischen Chiasso und Mailand sowie die S9 und S11 der S-Bahn Mailand, die nun von Trenord bedient werden.

### Neubaustrecke nach Varese

Erstes Logo der Tilo

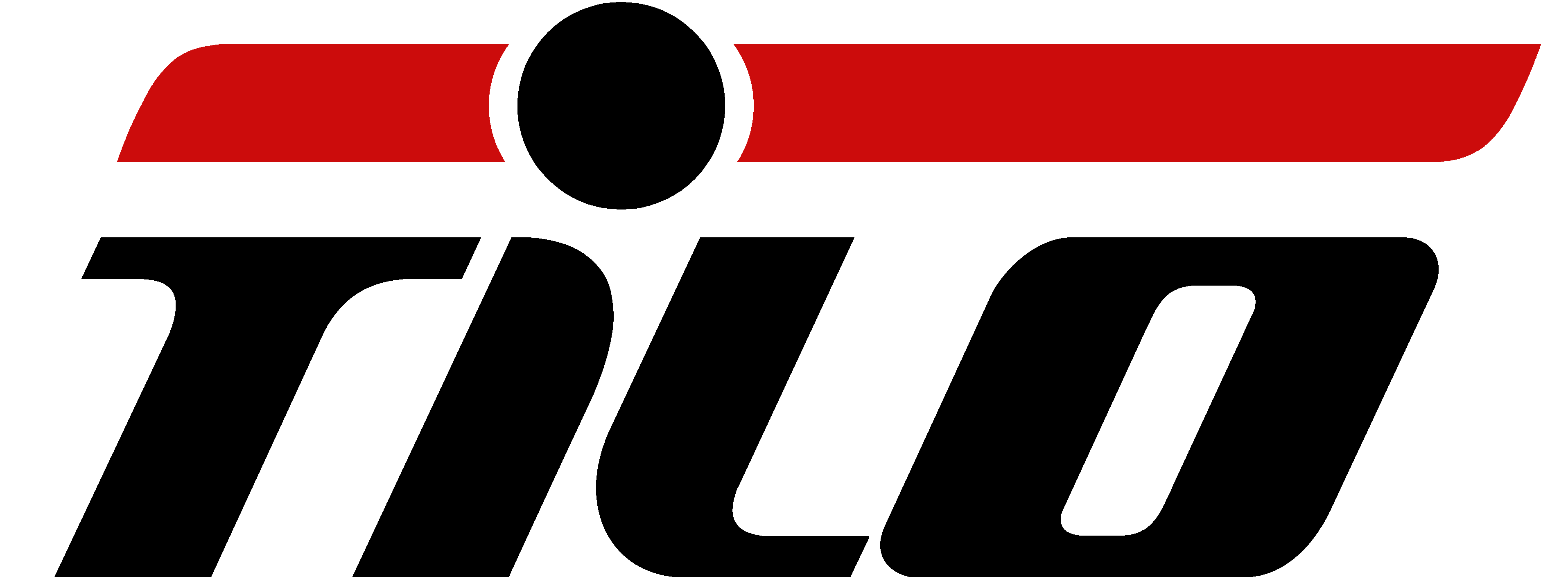
Bisher längstes vertretene Logo der Tilo

Der Betrieb der Neubaustrecke Mendrisio–Varese wurde am 7. Januar 2018 aufgenommen und am 18. Juni 2018 ging die Verbindung von der Schweiz zum Flughafen Mailand-Malpensa in Betrieb. Auf dieser Strecke werden die heutigen S-Bahnlinien S40 und S50 betrieben.  Die Teilstrecke Mendrisio–Stabio auf Schweizer Gebiet war bereits am 26. November 2014 eingeweiht worden.

### Linien
- S-Bahn Tessin
  - S 10 (Airolo –) Biasca – Bellinzona – Giubiasco – (Ceneri-Basistunnel –) Lugano – Mendrisio – Chiasso – Como San Giovanni 
  - S 20 Castione-Arbedo – Bellinzona – Giubiasco – Cadenazzo – Locarno 
  - S 30 (Bellinzona – Giubiasco –) Cadenazzo – Luino – Gallarate 
  - S 40 Varese – Stabio – Mendrisio – Chiasso – Como San Giovanni 
  - S 50 Bellinzona – Giubiasco – (Ceneri-Basistunnel –) Lugano – Lugano – Mendrisio – Stabio – Varese – Gallarate – Busto Arsizio – Malpensa 
  - S 90 Bellinzona – Giubiasco – Rivera-Bironico – Lugano – Mendrisio – Chiasso – Como San Giovanni

- Regio Express
  - RE 80 Locarno – Cadenazzo – (Ceneri-Basistunnel –) Lugano – Mendrisio – Chiasso – Como San Giovanni – Monza – Milano Centrale

### Unfälle
- Am 5. Februar 2019 wurden bei Airolo, auf der Bergstrecke vor dem Südportal des Gotthardtunnels, zwei Bahnarbeiter während der Streckenpflege von einer TILO-Komposition erfasst. Einer starb noch auf der Unfallstelle, der andere wurde schwerverletzt ins Krankenhaus eingeliefert.[6]

## Rollmaterial
Das Rollmaterial wird von den Muttergesellschaften gemietet, als Komplettpaket mit Unterhalt durch den Besitzer. Die Fahrzeuge werden mit spezifischer Anschrift und Sonderlackierung versehen. Nach der Miete werden die Fahrzeuge zurückgegeben.

### Rollmaterial
Zum Ende des Jahres 2020 besitzt TILO eine reine Stadler FLIRT-Flotte. Die Fahrzeuge sind für den grenzüberschreitenden Einsatz unter zwei Stromsystemen ausgerüstet: in der Schweiz unter 15 kV Wechselstrom bei 16,7 Hz, in Italien unter 3 kV Gleichstrom. Seit 2022 wird das bestehende Rollmaterial durch Stadler Service in Frauenfeld mit ETCS ausgerüstet.
| Fahrzeugtyp | Baureihe     | Anzahl | Fahrzeugteile | Bemerkungen  |
| ----------- | ------------ | ------ | ------------- | ------------ |
| FLIRT       | SBB RABe 524 | 23     | 4             |              |
| FLIRT       | SBB RABe 524 | 17     | 6             |              |
| FLIRT 3     |              | 14     | 6             | ab Ende 2020 |

### Ehemaliges Rollmaterial

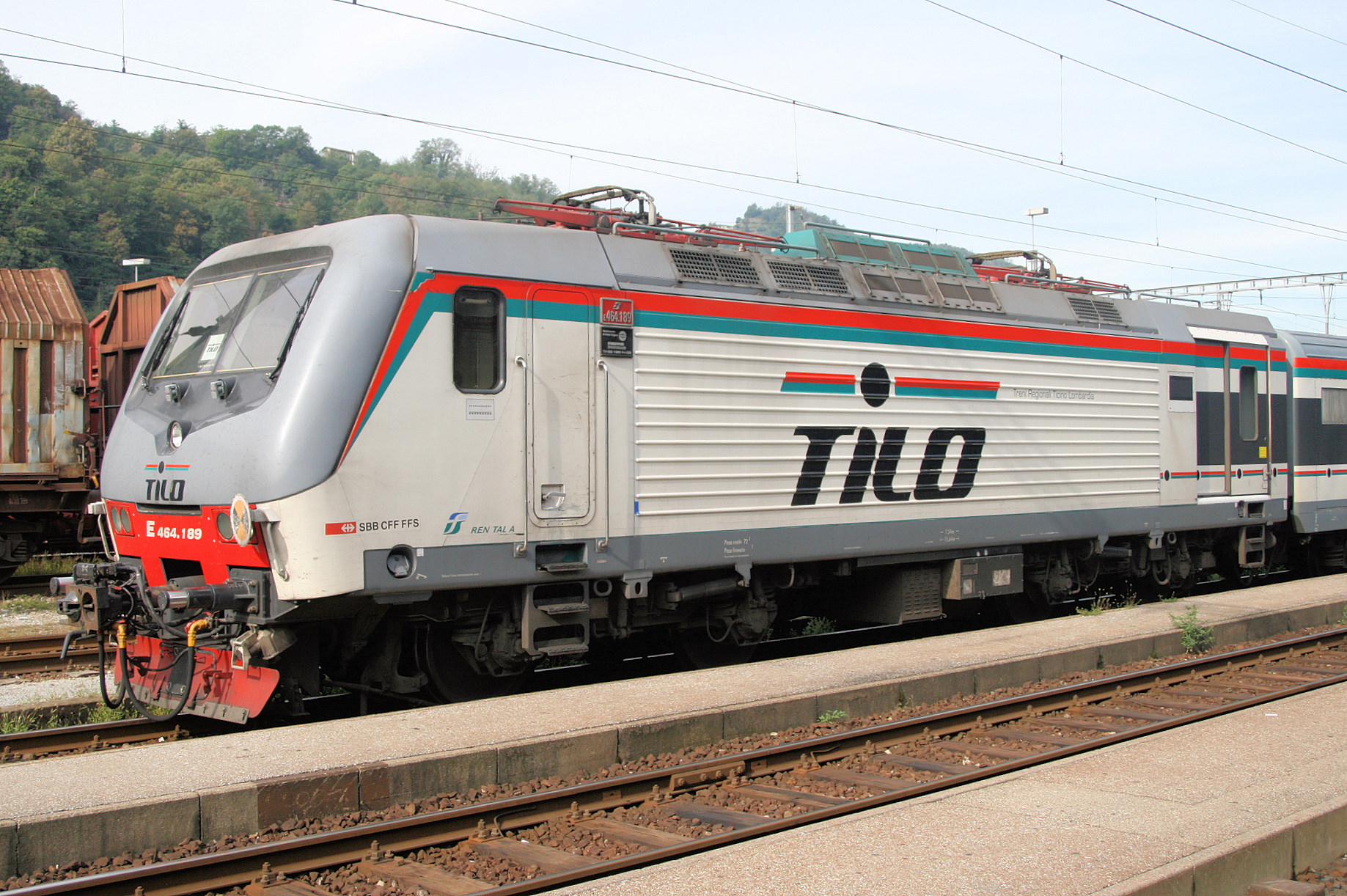
E.464 im ehemaligen Tilo Kleid.

- FS E.464

10 Lokomotiven mit Niederflurwagen des Typ Piano Ribassato
- «NPZ Domino» SBB RBDe 560
mit erneuerten Trieb- und Steuerwagen aus den 1980er/1990er-Jahren und neuen Wagen
2 Züge mit je vier Wagen